# Biblioteca della Sorbona
La biblioteca della Sorbona (ufficialmente la bibliothèque interuniversitaire de la Sorbonne o BIS) è una biblioteca interuniversitaria degli atenei di Parigi 1 Panthéon-Sorbonne, Sorbonne-Nouvelle, Università della Sorbona, Università di Parigi, collegata per la sua gestione all'Università Pantheon-Sorbona e che si trova al 17 di rue de la Sorbonne, nel V arrondissement di Parigi.
Deve il suo nome alla sua sede principale all'interno della Sorbona. La biblioteca dell'Istituto di geografia, situata al 191 di rue Saint-Jacques, vi è annessa.

## Storia
La biblioteca della Sorbona venne creata nel 1770 con il nome di "Biblioteca dell'Università di Parigi". Venne quindi predisposta la biblioteca nei locali del collegio Louis-le-Grand, l'odierna scuola superiore Louis-le-Grand. Il fondo della biblioteca raccoglieva i testi dell'ex biblioteca del rettore Jean-Gabriel Petit de Montempuis, di una parte della biblioteca del collegio della Sorbona e i fondi dei 28 collegi parigini soppressi. Il fondo venne quindi completato da una campagna di acquisti. L'università fu abolita nel 1793 e i documenti della biblioteca vennero quindi trasferiti nel deposito letterario noto come Louis-la-Culture, nell'attuale chiesa di Saint-Paul-Saint-Louis. Alcuni manoscritti furono poi rimossi per entrare a far parte della Biblioteca nazionale, ma il fondo venne comunque arricchito da contributi esterni, in particolare con i beni confiscati al Condé, alla Maison de Rougé e al casato di Montmorency.
La Sorbona, una volta riprese le attività didattiche dopo la Rivoluzione, venne scelta nel 1796 come luogo atto a ricevere i libri del deposito di Louis-la-Culture. Nel 1808 venne per la prima volta chiamata "biblioteca dell'Università di Francia”.
Nel 1823, la biblioteca si trasferì dall'altro lato della rue Saint-Jacques per stabilirsi nei locali del XVII secolo della Sorbona. Nel 1844 Philippe Le Bas, nominato capo della biblioteca, si adoperò fino al 1860 per migliorare la situazione della biblioteca, realizzando importanti acquisizioni e una riorganizzazione delle collezioni che sfociò nella creazione di cinque sezioni della biblioteca. Léon Renier, succeduto a Le Bas dal 1860 al 1885, seguì la stessa politica.
Al momento della costruzione della "nuova Sorbona" sotto la direzione di Henri-Paul Nénot, fu deciso di ricostruire la biblioteca. I lavori durarono dal 1885 al 1901. Il quel periodo la decorazione della scala vide la luce sotto i pennelli di Georges-Antoine Rochegrosse.
Col decreto del 28 giugno 1910, la biblioteca della Sorbona venne poi annessa ad un'unità più ampia denominata "Biblioteca dell'Università di Parigi". Questa è composta da cinque sezioni :
- la sezione Lettere e la sezione Scienze, alla Sorbona;
- la sezione Medicina, situata presso la facoltà di medicina, corrispondente alla futura Biblioteca Interuniversitaria di Medicina;
- la sezione Farmacia, situata presso la facoltà di farmacia, corrispondente alla futura Biblioteca Interuniversitaria di Farmacia;
- la sezione Giurisprudenza, installata all'interno della Facoltà, corrispondente alla futura Biblioteca Cujas.

Nel 1972, la biblioteca, insieme alla Biblioteca di arte e archeologia, la Bibliotheque Sainte-Geneviève e la biblioteca degli studenti malati, assume lo statuto di biblioteca interuniversitaria A. Nel 1978 riacquista la sua autonomia e riceve il nome attuale. Con lo stesso decreto, le furono affidate la biblioteca dell'Istituto di geografia e la biblioteca Victor-Cousin.

## Locali

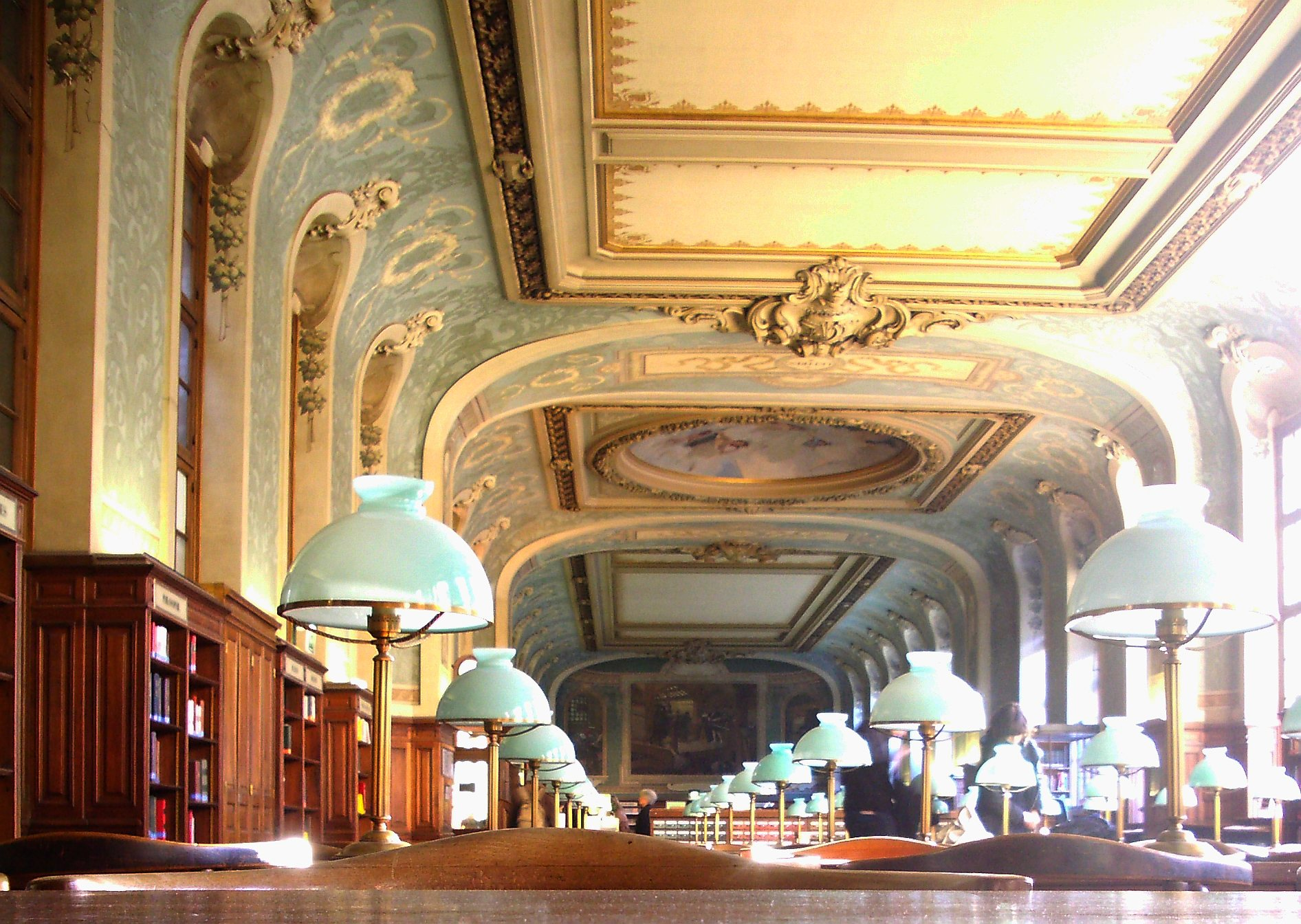
La sala Fustel de Coulanges (ex sala Saint-Jacques).

La biblioteca si trova nell'università della Sorbona, nell'edificio che si affaccia sul cortile, di fronte all'ingresso principale. Dal giorno della sua riapertura, nel novembre 2013, l'ingresso e la registrazione avvengono in una nuova sala situata all'incrocio tra le gallerie Sorbon e Richelieu. Al primo piano, la biblioteca dispone di cinque sale tematiche. La grande sala di lettura, chiamata Salle Jacqueline de Romilly, è dedicata alla letteratura. Ci sono anche due sale dedicate alla filosofia (le sale Jankélévitch e Aristote) e due sale per la storia, la sala Fustel de Coulanges è dedicata all'antichità e al Medioevo e la sala Labrousse è dedicata alla storia moderna e contemporanea. Al quarto piano, è installata la nuova sala della Riserva che ospita i fondi più antichi e preziosi, oltre che la collezione Victor Cousin. Queste sale di lettura sono completate da una sala di consultazione microformati, una sala dove gli studenti possono studiare in gruppo, una sala di ricerca per dottorandi, una per il personale docente, una sala per la formazione e uno spazio relax.